# Paal Brekke
Paal Brekke (ur. 17 września 1923, zm. 2 grudnia 1993 w Oslo) – norweski poeta, powieściopisarz, tłumacz poezji i krytyk literacki.
W 1940 uciekł z okupowanej przez hitlerowskie Niemcy Norwegii do neutralnej Szwecji. Miał wtedy 17 lat. Debiutował w 1942 r. tomikiem wierszy Av din jord er vi til. W 1945 r. powrócił do Norwegii. Swoje doświadczenia wojenne, w tym nieudaną próbę przedostania się do Anglii, opisał w zbiorze wierszy Jeg gikk så lange veier (1945) i powieści På flukt (1946). Kolejne tomy poezji m.in. Skyggefektning (1949), Løft min krone, vind fra intet (1957), Det skjeve smil i rosa (1965), Aftenen er stille (1972) utwierdziły jego pozycję w poezji norweskiej. Jego ostatni zbiór Ostinatio (1994) ukazał się już po śmierci autora.
Brekke jest nazywany ojcem norweskiego modernizmu i jednym z odnowicieli poetyckiego języka w swoim kraju. Znaczny wpływ na jego twórczość miały dzieła, które tłumaczył, m.in. poezja T.S. Eliota oraz dwudziestowieczna liryka japońska i indyjska.